# مدهوكة ألبية
مدهوكة ألبية (الاسم العلمي:Madhuca alpina) هي نوع من النباتات يتبع جنس المدهوكة من الفصيلة السبوتية.